# باولو ميدينا
باولو ميدينا (بالإسبانية: Paolo Medina) هو لاعب كرة قدم مكسيكي في مركز الدفاع، ولد في 1999 في اوريزابا في المكسيك. لعب مع نادي بنفيكا.